# Houston Museum of Fine Arts
Lo Houston Museum of Fine Arts (in italiano Museo delle Belle Arti di Houston) è un museo situato a Houston, in Texas. È uno dei maggiori musei degli Stati Uniti: ospita infatti 40.000 oggetti risalenti agli ultimi 6.000 anni di storia.
Il Law Building venne realizzato nel 1924, ampliato su progetto di Mies van der Rohe tra il 1958 e il 1974 e ulteriormente arricchito con un Giardino delle Sculture ad opera di Isamu Noguchi nel 1986.
Il nuovo ampliamento, reso necessario da ulteriori spazi espositivi, uffici, workshop e parcheggi, si presenta come un blocco in pietra chiara, dalle forme rigide e dalle superficie piene.

## Opere

### Scuola fiamminga
Rogier van der Weyden
- Madonna col Bambino

### Scuola italiana
Domenico Robusti
- Tancredi battezza Clorinda

Guido Reni
- San Giuseppe col Bambino

### Scuola francese
William-Adolphe Bouguereau
- La sorella maggiore

### Scuola americana
Hiram Powers
- L'ultima della tribù